# Hasselbach (Hunsrück)
Hasselbach ist eine Ortsgemeinde inmitten der Mittelgebirgslandschaft des Hunsrücks im Rhein-Hunsrück-Kreis in Rheinland-Pfalz. Sie gehört der Verbandsgemeinde Kastellaun an.

## Geographie
Die Ortsgemarkung von Hasselbach liegt in einer Tallage zwischen dem Gimbach und dem aus Richtung Hundheim kommenden Hundheimer Bach. Die beiden Bäche vereinigen sich in der Gemarkung von Alterkülz zum Külzbach. Die Feldgemarkung der Gemeinde Hasselbach liegt zum größten Teil in Hanglage. Zu Hasselbach gehören auch die Wohnplätze Götzenmühle und Müllers-Mühle.
| Bell                                | Stadt Kastellaun                            | Spesenroth und Laubach |
| die Pydna, Völkenroth und Leideneck | Kompassrose, die auf Nachbargemeinden zeigt | Horn                   |
| Hundheim, der Goßberg und Wüschheim | Michelbach und Reich                        | Alterkülz              |

## Geschichte
Um das Jahr 1310, nach neueren Erkenntnissen des Landeshauptarchiv Koblenz wohl 1330–1335, wird der Ort unter dem Namen Hasilbach im Sponheimischen Gefälleregister der Grafschaft Sponheim erwähnt.
Hasselbach gehörte bis zum Ende des 18. Jahrhunderts landesherrlich zur Hinteren Grafschaft Sponheim und war zuletzt im Besitz des Herzogs von Pfalz-Zweibrücken. Innerhalb des Amtes Kastellaun war Hasselbach Hauptort eines als Pflege bezeichneten Verwaltungs- und Gerichtsbezirks. Zur Pflege Hasselbach gehörten auch die Orte Alterkülz, Hundheim, Michelbach und Neuerkirch (jenseits der Külzbach).
Mit der Besetzung des Linken Rheinufers 1794 durch französische Revolutionstruppen wurde der Ort französisch. Von 1798 bis 1814 gehörte Hasselbach zum Kanton Kastellaun, der dem Rhein-Mosel-Departement zugeordnet war. Auf dem Wiener Kongress (1815) wurde die Region dem Königreich Preußen zugesprochen. Unter der preußischen Verwaltung unterstand Hasselbach von 1816 an der Bürgermeisterei Kastellaun im Kreis Simmern und gehörte von 1822 bis zum Ende des Zweiten Weltkriegs zur Rheinprovinz.
Seit 1946 ist der Ort Teil des damals neu gebildeten Landes Rheinland-Pfalz und gehört seit 1969 zum Rhein-Hunsrück-Kreis.
1954 wurde für den Gemeindehausneubau ein Grundstück erworben, aber erst 1964 konnte mit den Bauarbeiten begonnen werden. Am 4. Mai 1968 fand die Einweihung des neuen Gemeindehauses statt. In den Jahren 1987/88 wurden umfassende Renovierungs- und Umbauten durchgeführt.

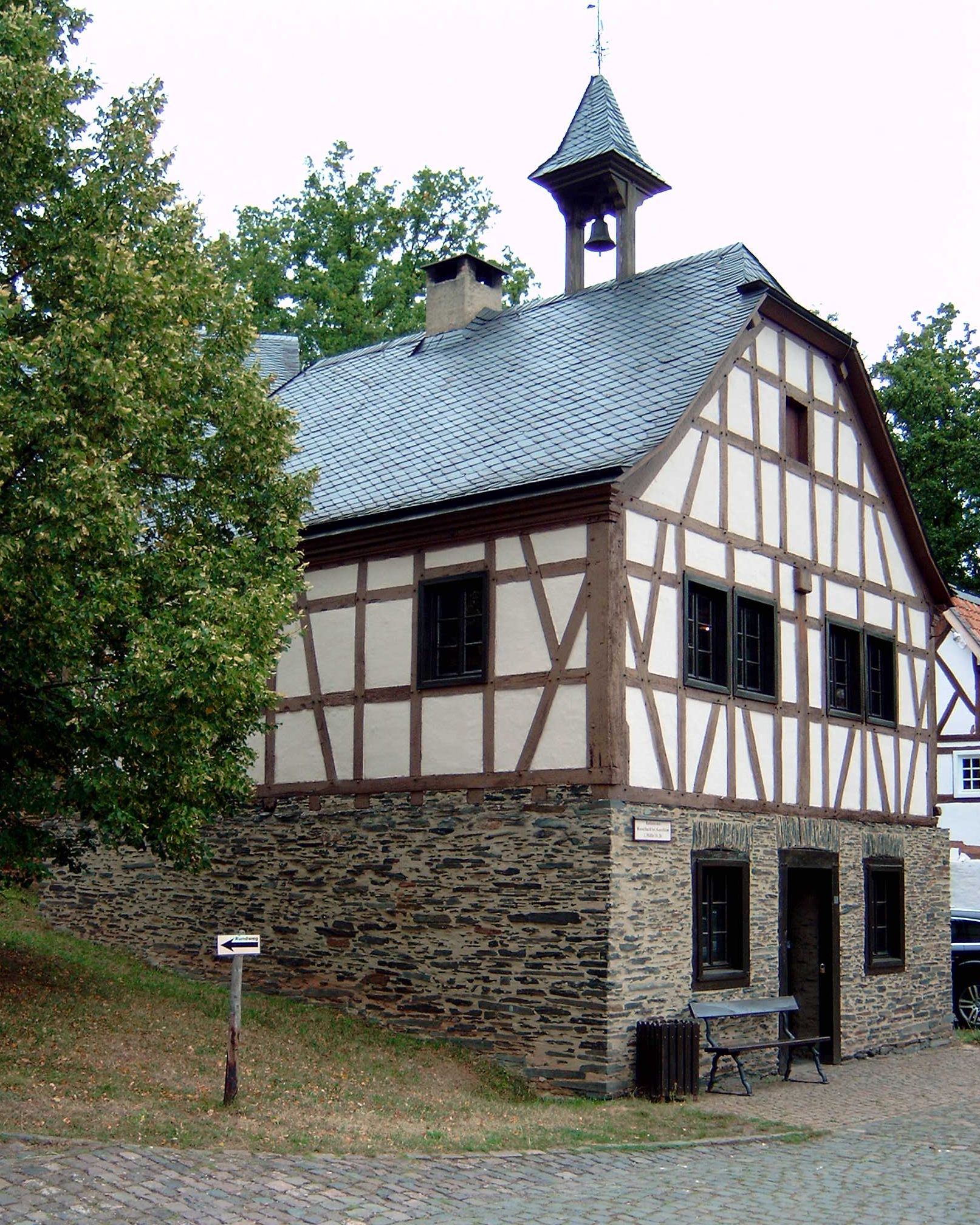
Ehemaliges Rathaus

Das ehemalige Rathaus von Hasselbach (erbaut: 1750) wurde 1977 wegen Unbenutzbarkeit abgebaut und 1978/79 im Freilichtmuseum in Bad Sobernheim wieder aufgebaut. Der im Obergeschoss liegende kleine Saal, der „Ratssaal“, wurde einst für alle möglichen Anlässe – Gemeinderatssitzungen, sonstige Versammlungen und Festlichkeiten – genutzt. Im Erdgeschoss ist das Backhaus wieder errichtet. Das Backen war in früheren Zeiten in Hasselbach einer Ordnung unterworfen. Sie legte fest, wie die Reihenfolge der Backwilligen zu ermitteln war. Durch Los wurde festgelegt wer die Öfen zu befeuern und den Raum zu reinigen hatte.
Überörtlich bekannt wurde Hasselbach in den Jahren 1983–1989 durch die Ostermärsche der Friedensbewegung gegen die Stationierung von Cruise-Missiles, die im Rahmen des NATO-Doppelbeschlusses in der nahe gelegenen Raketenbasis Pydna stationiert werden sollten.

## Statistik zur Einwohnerentwicklung
Die Entwicklung der Einwohnerzahl der Gemeinde Hasselbach, die Werte von 1871 bis 1987 beruhen auf Volkszählungen:
| Jahr | Einwohner |
| ---- | --------- |
| 1815 | 175       |
| 1835 | 210       |
| 1871 | 228       |
| 1905 | 219       |
| 1939 | 208       |
| 1950 | 250       |
| 1961 | 197       |

| Jahr | Einwohner |
| ---- | --------- |
| 1970 | 190       |
| 1987 | 165       |
| 1997 | 163       |
| 2005 | 198       |
| 2011 | 176       |
| 2017 | 204       |
| 2023 | 230       |

## Politik

### Bürgermeister
Ortsbürgermeister ist Sascha Eisinger. Nach der Kommunalwahl am 26. Mai 2019 wurde er Nachfolger von Werner Gaukler.
Er wurde im Juni 2024 wiedergewählt.

### Wappen
| Wappen von Hasselbach | Blasonierung: „Schild gespalten durch blaue Wellenleiste, vorn rot-silber geschachtet, hinten grüner Haselnusszweig in Gold.“ |
| Wappen von Hasselbach | Wappenbegründung: Die früheren Formen des Ortsnamens Hasilbach, Haselbach von Hasala = Haselstrauch werden dargestellt als kleiner Zweig mit Haselnussblättern und Nüssen. Das rot-silberne Schach weist auf die frühere Zugehörigkeit zum sponheimischen Amt Kastellaun hin. Getrennt wird es durch eine blaue Linie in Form eines Baches. Die Kreisverwaltung des Rhein-Hunsrück-Kreises in Simmern hat mit Urkunde vom 27. Oktober 2009 der Gemeinde Hasselbach die Führung des Gemeindewappens genehmigt. |

## Freizeit
Seit 1997 entsteht jedes Jahr im August ein riesiges Zeltlager in der westlich gelegenen Gemarkung von Hasselbach, damit die Teilnehmer der Technoveranstaltung Nature One einen Platz finden, um ihre Zelte für die Dauer der Veranstaltung dort aufschlagen zu können. 
Das alte Schulhaus beherbergt heute ein Spielzeugmuseum, in dem alte Spielsachen aus den vergangenen 150 Jahren gezeigt werden. 
Nur wenige Meter vom Ortsrand entfernt befindet sich der Schinderhannes-Radweg.

## Siehe auch

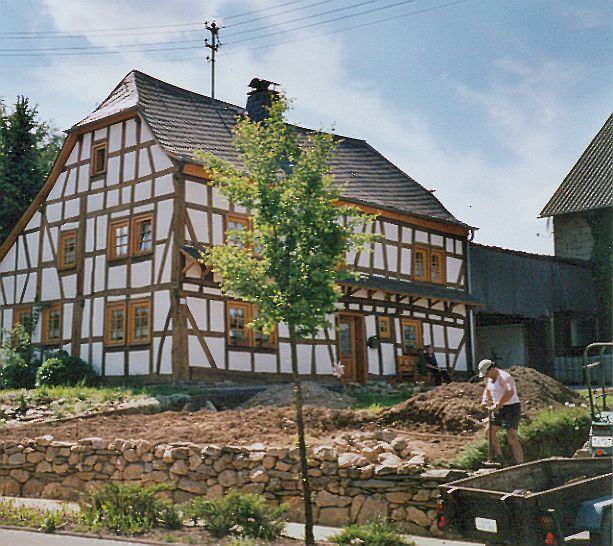
Fachwerkhaus, Dorfstraße 11